# Thợ sửa đồng hồ

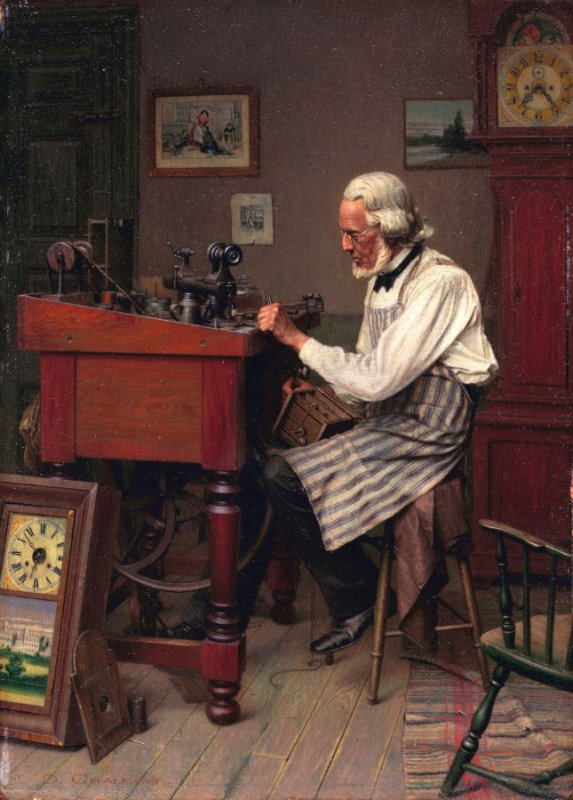
Tranh vẽ về một người thợ sửa đồng hồ

Thợ sửa đồng hồ (Watchmaker) là một người thợ thủ công làm và sửa chữa đồng hồ các loại. Vì phần lớn đồng hồ hiện nay được sản xuất tại nhà máy, hầu hết thợ làm đồng hồ hiện đại chỉ đảm nhiệm việc sửa chữa đồng hồ. Tuy nhiên, ban đầu họ là thợ thủ công lành nghê chuyên chế tạo đồng hồ, bao gồm tất cả các bộ phận của chúng, họ chế tạo đồng hồ thủ công bằng tay. Những người thợ đồng hồ thời hiện đại, khi cần sửa chữa những chiếc đồng hồ cũ, mà có thể không có sẵn phụ tùng thay thế, phải có kỹ năng gia công và chế tạo và thường có thể sản xuất phụ tùng thay thế cho nhiều bộ phận có trong đồng hồ. Thuật ngữ thợ đồng hồ dùng để chỉ một nghề tương đương chuyên về đồng hồ. Hầu hết những người thợ đồng hồ chuyên nghiệp đang hành nghề đều bảo dưỡng đồng hồ sản xuất hiện tại hoặc mới. Họ hiếm khi chế tạo phụ tùng thay thế các phụ tùng đồng hồ. 
Thay vào đó, họ lấy và lắp phụ tùng thay thế của nhà máy phù hợp với thương hiệu đồng hồ đang được bảo dưỡng. Phần lớn những người thợ đồng hồ hiện đại, đặc biệt là ở Thụy Sĩ và các quốc gia khác ở Châu Âu, làm việc trực tiếp cho ngành chế tạo đồng hồ và có thể đã hoàn thành bằng cấp chế tạo đồng hồ chính thức tại một trường kỹ thuật. Tuy nhiên, một số trung tâm dịch vụ nhà máy có cách tiếp cận cho phép họ sử dụng những người chưa đủ điều kiện hành nghề (gọi là "operateurs"), những người chỉ thực hiện một công đoạn của quy trình sửa chữa. Những công nhân có tay nghề cao này không có bằng cấp hoặc chứng chỉ về chế tạo đồng hồ, nhưng được đào tạo chuyên biệt 'nội bộ' với tư cách là kỹ thuật viên để bảo dưỡng một số lượng nhỏ các bộ phận của đồng hồ theo đúng kiểu dây chuyền lắp ráp (ví dụ như một loại công nhân sẽ tháo rời bộ máy đồng hồ khỏi vỏ, một loại khác sẽ đánh bóng vỏ và dây đeo, một loại khác sẽ lắp mặt số và kim đồng hồ). Nếu những người thợ đồng hồ chính hãng được tuyển dụng trong những môi trường như vậy, họ thường được tuyển dụng để bảo dưỡng đồng bộ hệ thống máy đồng hồ.

## Những thợ đồng hồ

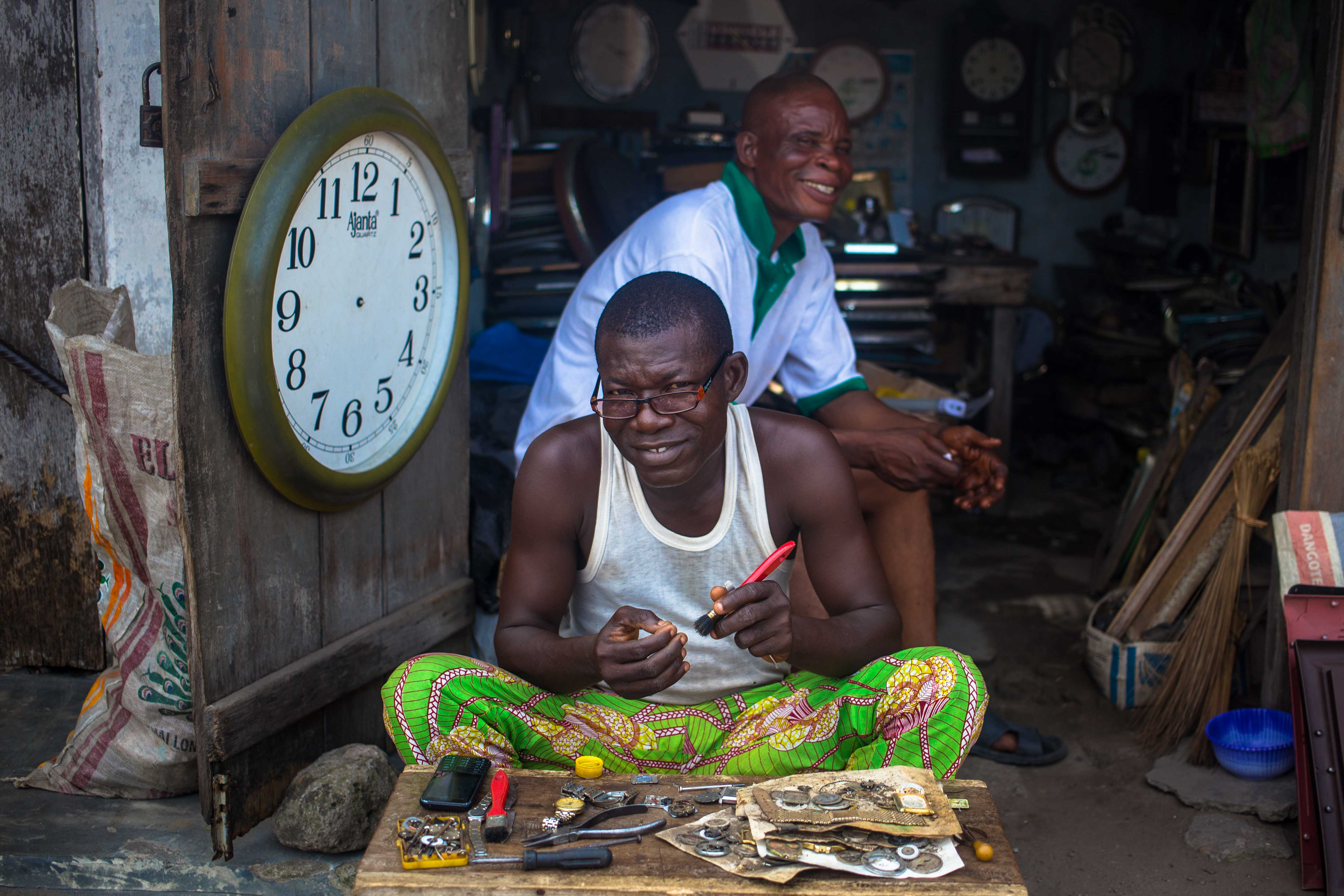
Thợ sữa đồng hồ ở châu Phi

- Jehan-Jacques Blancpain
- Stefan Anderson
- Ferdinand Berthoud
- Abraham Louis Breguet
- John Alker
- John Arnold
- Jean-Marc Vacheron
- George Daniels
- John Harrison
- Peter Henlein
- Christiaan Huygens
- Antide Janvier
- Jean-Antoine Lépine
- Thomas Mudge
- Nicolas Mathieu Rieussec
- Hubert Sarton
- Thomas Tompion
- Gérald Genta